# Лисина, Ольга Германовна
Ольга Германовна Лисина (17 октября 1995, Навашино, Нижегородская область) — российская футболистка и мини-футболистка, полузащитница.

## Биография
Воспитанница спортивной гимназии города Навашино и мини-футбольного клуба «Виктория» (Дзержинск), первый тренер — Александр Дружинин. Признавалась лучшим игроком первенства Нижегородской области в своём возрасте, становилась лучшим бомбардиром детского первенства России, победительница клубного первенства Европы 2008 года среди девочек по мини-футболу.
В юном возрасте начала выступать во взрослых соревнованиях. Полуфиналистка и лучший бомбардир (9 голов) Кубка России по мини-футболу 2009/10 в составе дзержинской «Виктории».
В большом футболе дебютировала в 2013 году в составе клуба «Дончанка» (Азов). Дебютный матч в высшей лиге России сыграла 25 апреля 2013 года против «Россиянки», заменив на 71-й минуте Ульяну Николаеву. Всего за два неполных сезона в высшей лиге сыграла 11 матчей, в большинстве из них выходила на замену.
В дальнейшем играла в первой лиге по большому футболу за клуб «Мариэлочка» (Йошкар-Ола) и в первой лиге по мини-футболу за «Зенит-Волгоград».
Выступала за молодёжную сборную России.

## Командная статистика
клубная
| Выступление             | Выступление      | Выступление      | Лига | Лига | Кубок | Кубок | Сборная | Сборная | Итого | Итого |
| Клуб                    | Лига             | Сезон            | Игры | Голы | Игры  | Голы  | Игры    | Голы    | Игры  | Голы  |
| ----------------------- | ---------------- | ---------------- | ---- | ---- | ----- | ----- | ------- | ------- | ----- | ----- |
| Дончанка-М (Азов)       | первая           | 2012             | 3    | 4    | —     | —     | 2       | 0       | 5     | 4     |
| Дончанка-М (Азов)       | Итого            | Итого            | 3    | 4    | —     | —     | 2       | 0       | 5     | 4     |
| Дончанка (Азов)         | высшая           | 2013             | 3    | 0    | —     | —     | —       | —       | 3     | 0     |
| Дончанка (Азов)         | Итого            | Итого            | 3    | 0    | —     | —     | —       | —       | 3     | 0     |
| Мариэлочка (Йошкар-Ола) | первая           | 2014             | 10   | 6    | —     | —     | —       | —       | 10    | 6     |
| Мариэлочка (Йошкар-Ола) | первая           | 2015             | 6    | 4    | —     | —     | —       | —       | 6     | 4     |
| Мариэлочка (Йошкар-Ола) | первая           | 2016             | 6    | 8    | —     | —     | —       | —       | 6     | 8     |
| Мариэлочка (Йошкар-Ола) | Итого            | Итого            | 22   | 18   | —     | —     | —       | —       | 22    | 18    |
| Всего за карьеру        | Всего за карьеру | Всего за карьеру | 28   | 22   | —     | —     | 2       | 0       | 30    | 22    |

сборная U-19
| № | Дата       | Соперник    | Матч    | Счет | Сыграно минут     |
| - | ---------- | ----------- | ------- | ---- | ----------------- |
| 1 | 20.10.2012 | Азербайджан | ЧЕ 2013 | 5:0  | ( 76') 24'        |
| 2 | 22.10.2012 | Словения    | ЧЕ 2013 | 1:1  | ( 69') 14' ( 83') |